# Lobosceliana rugosipes
Lobosceliana rugosipes är en insektsart som först beskrevs av Kirby, W.F. 1902.  Lobosceliana rugosipes ingår i släktet Lobosceliana och familjen Pamphagidae. Inga underarter finns listade i Catalogue of Life.